# Eutrichota assimilis
Eutrichota assimilis är en tvåvingeart som först beskrevs av Huckett 1939.  Eutrichota assimilis ingår i släktet Eutrichota och familjen blomsterflugor.
Artens utbredningsområde är Kalifornien. Inga underarter finns listade i Catalogue of Life.